# Play It Again, Sam
Play It Again, Sam je divadelní hra, kterou napsal Woody Allen. Premiéru měla 12. února 1969 v divadle Broadhurst Theatre na newyorském Broadwayi. Uváděna byla do 14. března 1970 s celkovým počtem 453 představení. Režisérem hry byl Joseph Hardy a v hlavní roli zpočátku vystupoval sám Woody Allen (později Bob Denver) a v dalších rolích se pak představili Diane Keatonová, Tony Roberts a další. Hra pojednává o novináři, který se po rozvodu snaží obnovit svůj romantický život. Nakonec se zamiluje do manželky svého nejlepšího přítele. Roku 1969 byla hra uvedena v londýnském Gielgud Theatre. V roce 1972 byl natočen stejnojmenný film na motivy hry, který režíroval Herbert Ross, a ve kterém opět hráli Allen, Keaton, Roberts a další.